# Lauro Villares
Lauro de Vasconcelos Villares, que assinava apenas Villares, (Recife
6 de novembro de 1908 — 10 de julho de 1987) foi um pintor, desenhista, caricaturista e escultor brasileiro.
Envolveu-se com as artes muito cedo, aprendendo desenho ao sete anos de idade com Odilon Tucuman, tornando-se em seguida aluno do grande mestre Telles Júnior e Eduardo Gadaut. Villares como era mais conhecido, demonstrou uma inteligência privilegiada e um acentuado pendor para as artes, sobretudo o desenho e a pintura, que foram sua maior paixão.

## Biografia
Em 1922 estudou pintura a óleo com Antonio Parreiras. Neste mesmo ano, depois que o pintor Nestor Silva viu alguns dos seus desenhos, lançou-lhe um desafio, afirmando que não conseguiria dominar a pintura a óleo. Villares em resposta preparou vinte telas com pinturas de excelente qualidade, retratando cenas do folclore, igrejas e casarios, levando-as para uma exposição na Galeria do Teatro do Parque.
Posteriormente, freqüentou o Liceu de Artes e Ofícios de Pernambuco e, mais tarde, a Escola de Belas Artes. Simultaneamente, fez o curso de Humanidades no Ginásio Pernambucano. Realizou aproximadamente 20 exposições no estado do Pará, Alagoas e Pernambuco. Executou trabalhos de escultura em barro e Madeira (cedro). Trabalhou como desenhista da diretoria de Documentação e Cultura da Prefeitura Municipal do Recife, junto a José Césio Regueira Costa, onde recebia encomendas e as entregava completamente prontas. Trabalhou para a Revista da Cidade e fez ilustrações para todos os jornais do Recife. Trabalhou ainda com Maurício Ferreira, Louis Piereck e Henry Moser, quando produziu pinturas a óleo e vitrais.
Em 1972, a Comissão de História do Exército, através do Major Cláudio Moreira Bento, em Brasília/DF, encomendou a Villares quarenta e nove aquarelas destinadas ao Plano de Historia do Exército, em audiovisual. Esta coleção em lâminas cartonadas representou um rico documentário histórico. Em 1987, Edvaldo Arlego publicou o livro Recife, Um Álbum de Família – totalmente ilustrado por VILLARES, com bicos-de-pena de lugares dos diversos bairros do Recife da sua época e, figuras históricas do século XVII que contribuíram de alguma forma com o Estado de Pernambuco. Villares era funcionário aposentado da Inspetoria Federal de Finanças do Ministério da Fazenda.
Em 1979 o Reitor Paulo Maciel, em homenagem ao centenário de nascimento do primeiro reitor da UFPE, professor Joaquim Amazonas, autorizou editar um álbum sobre os municípios de Nazaré da Mata, Olinda, Recife, Igarassu, Cabo de Santo Agostinho e Itamaracá. Essa coletânea contém 65 figuras que foram desenhadas por VILLARES a bico de pena.
Baltazar da Câmara, disse a seu respeito: “Villares não é improvisado, nem tão pouco um principiante do desenho e da pintura; amadurecido no curso de pintura e do gráfico de bicos-de-pena, tem já, concluída sua formação artística. Distante das inovações “pictóricas”, conclui-se ser um artista sabedor da responsabilidades para com o público que, todavia conhece que pintor ou escultor é aquele que produz arte sem inovação ou embuste”.
Orlando Parahym escreveu: “Vibra na alma de Lauro Villares muita sensibilidade poética, completando a esplendida vocação para o desenho e para a pintura. A segurança do traço, a perspective perfeita, o cuidado extreme para os detalhes, tudo se conjuga no sentido de fazer da gravura algo de vivo, de penetrante e de inesquecível ao observador atento dessas imagens tão cheias de beleza, quanto evocativas”.
Lailson registrou em julho de 1987 no Suplemento Cultural do Diário Oficial: (…) “Ilustrador de mão cheia, utilizava seus traços em alegorias dentro de uma linha que lembra, em momentos, Alphonse Mucha, fazendo ilustrações de pagina inteira para o Diário de Pernambuco, capas para a Revista da Cidade, para Pernambuco Films e para todos os jornais do Recife. Quem quiser encontrar Villares não precisa andar muito não: basta folhear as revistas e os jornais das décadas de 20 a 50. O pintor Villares começou sua carreira (da qual já dava mostras em algumas capas da Revista da Cidade), espicaçado por Nestor Silva, outro grande ilustrador e caricaturista pernambucano prematuramente falecido, que provocou seu talento com uma afirmação de que Villares só sabia fazer arte comercial. Villares mostrou ao amigo e ao mundo que sua arte transcendia os limites de uma capa ou de um anúncio e seus quadros hoje se encontram em locais tão diversos quanto Grécia, Franca, Estados Unidos, Vaticano ou, se ninguém quiser ir tão longe, no segundo andar da Secretaria de Educação do Estado onde podem ser vistos vinte dos seus trabalhos.”(…)
A reportagem anterior foi editada por LAILSON no suplemento cultural do Diário Oficial em julho de 1987. Posteriormente o Marchand Augusto Rodrigues a transcreveu para um futuro livro sobre os artistas plásticos de Pernambuco.

## Mostras individuais
- 1932: GABINETE PORTUGUES DE LEITURA, “AQUARELAS, DESENHOS E CARICATURAS”, RECIFE (PE)
- 1933: TUNA LUSO-COMERCIAL, “AQUARELAS, DESENHOS E CARICATURAS”, RECIFE (PE)
- 1939: AGÊNCIA CHEVROLET, “CARICATURAS”, MACEIÓ (AL)
- 1947: CASA MUNDIAL, “DESENHO E PINTURA, RECIFE (PE)/ETAM MODAS, “ESCULTURAS EM MADEIRA”, RECIFE (PE)
- 1955: INDUSTRIAS INOVAÇÃO, “PINTURAS E MINIATURAS”, RECIFE (PE)
- 1957: ETAM MODAS, “GENTE DE BARRO”, RECIFE (PE)
- 1960: EDIFÍCIO PIRAPAMA (HALL), “PINTURA”, RECIFE (PE)
- 1961: CEF (PE), “PINTURAS”, RECIFE (PE)
- 1964: TEATRO DO PARQUE, “PINTURA”, RECIFE (PE)
- 1968: EMPETUR, “PINTURAS E DESENHOS DO RECIFE ANTIGO”, RECIFE (PE)

```
ASSOCIAÇÃO DOS SERVIDORES CIVIS DO BRASIL – DELEGACIA REGIONAL DE PERNAMBUCO, “PINTURAS E DESENHOS DO RECIFE ANTIGO”, RECIFE (PE)
```

- 1969: CLUBE PORTUGUES, “PINTURAS E DESENHOS, RECIFE (PE)

```
EMETUR/PÁTIO DE SÃO PEDRO, “PINTURAS, RECIFE (PE)
```

- 1973: TEATRO DO PARQUE, “PINTURAS”, RECIFE (PE)
- 1977: CENTRO INTERESCOLAR LUIZ DELGADO, “REPRODUÇÕES DE BICOS DE PENA”, RECIFE (PE)
- 1987: GMAAM, “EXPOSIÇÃO EM HOMENAGEM A LULA CARDOSO AYRES E LAURO VILLARES”, RECIFE (PE)

## Mostras coletivas
- 1922: QUARTEL DO DERBY, “CENTENÁRIO DE PERNAMBUCO”, RECIFE (PE)
- 1984: CASA DA CULTURA, “II SALÃO NACIONAL DE HUMOR DE PERNAMBUCO”, PREMIO MENCAO HONROSA, RECIFE (PE)
- 1986: PALÁCIO DO CAMPO DAS PRINCESAS / CRUZADA DE ACAO SOCIAL, “III LEILÃO DE ARTES PLÁSTICAS”, RECIFE (PE)

```
GALERIA VICENTE DO REGO MONTEIRO / CNPq, “II MOSTRA DE ARTES PLASTICAS SOBRE O IMAGINARIO”, RECIFE (PE)
```

## Produção gráfica
- 1942: DESENHOS ANIMADOS E CARICATURAS, enviados para Walt Disney
- 1975: FRENOLOGIA (onde faz o exame das faces das pessoas, descrevendo os tipos característicos, as emoções que o homem traz estampadas na fisionomia)
- 1987: RECIFE, UM ALBUM DE FAMILIA, Edvaldo Arlego e Lauro Villares, Edições Edificantes, Recife/PE.

## Acervo
- MUSEU NACIONAL DE BELAS ARTES, RIO DE JANEIRO